# Bönträdssläktet
Bönträdssläktet (Castanospermum) är släkte i familjen ärtväxter från Australien och Nya Kaledonien. Arten bönträd (C. australe) odlas ibland som krukväxt i Sverige.